# Шахуджі I (магараджа Тханджавура)
Шахуджі I Бхонсле (нар. 1672) — другий маратхський правитель Тханджавура. Був старшим сином Екоджі I. Правив від 1684 до 1712 року. Опікувався освітою й літературою.